# Partit Agrari de Moldàvia
El Partit Agrari de Moldàvia (romanès Partidul Agrar din Moldova, PAM), o també Partit Democràtic Agrari de Moldàvia (Partidul Democrat Agrar din Moldova, PDAM) fou un partit polític de la República de Moldàvia que va dominar la vida política del país entre 1991 i 1998. Durant aquest període va representar un bloc gran i multiètnic liderat per alcaldes de viles i caps de granges col·lectivitzades. Eren comunistes reformistes eren més motivats pel poder que no pas per la ideologia, i intentaren mantenir les seves posicions de poder en el sector agroindustrial privatitzat. A la seva dreta es trobaven els panromanesos del Front Popular de Moldàvia, i a l'esquerra, socialistes i comunistes.

## Història
El Partit Agrari té els seus orígens en un club parlamentari de 60 diputats anomenat Viaţa Satului (La vida del poble), creat l'abril de 1990. El partit va ser creat formalment el novembre de 1991, tres mesos després de la independència de Moldàvia de la d'Unió Soviètica; Dumitru Moţpan va ser el seu primer president. En aquell moment, el Parlament de Moldàvia era el sorgit de les eleccions de 1990, quan els partits polítics no comunistes encara eren prohibits, i els diputats van entrar i sortir lliurement dels partits que naixien en un entorn caòtic. D'aquesta manera, el PDAM, que tenia una orientació política clara, poder institucional bàsic i bona organització, guanyà ràpidament la majoria dels escons i esdevingué el partit efectiu de govern, mantenint-se en el centre del govern d'unitat nacional format a mitjans de 1992, després de les hostilitats en la guerra de Transnístria.
Format en gran part per l'antiga elit agrària comunista, esdevingué el paladí de la sobirania de Moldàvia, oposant-se als intents d'unió tant a Romania com a Rússia. Durant un temps, els membres més radicals van rebutjar la descripció ètnica dels moldaus i de la seva llengua com a romanès, mantenint la visió soviètica de la distinció ètnica entre moldaus i romanesos. Cap al 1994, aquesta ideologia, sovint anomenada moldavisme, esdevingué un element central de la plataforma del partit. Va ser promogut notablement en un discurs del dirigent més important del moment, Mircea Snegur, marcant un canvi en la seva postura anterior, més proromanesa.
El discurs, sense dubte, va ajudar a impulsar el PDAM a la victòria en les eleccions legislatives moldaves de 1994, les primeres des de la independència, amb un 43,2% i 56 escons. El Front s'havia debilitat degut a la impopularitat del panromanesisme, i la retòrica de Snegur defensava la independència i la integritat territorial, cosa que fomentaria la victòria en el referèndum de 1995 a favor de la independència de Moldàvia (95,4% a favor). Alhora, a les eleccions locals de 1995 el partit va obtenir el 47% dels vots.
Després de les eleccions de 1994, els agraris van revertir una sèrie de reformes del Front Popular promulgades uns anys abans. El Parlament votà per posar "Deşteaptă-te, române!", usat a Romania també com a himne nacional. La Constitució de Moldàvia de juliol de 1994 descrivia la llengua de l'estat com a llengua moldava sense fer cap referència a la seva relació amb el romanès, com havien fet les lleis lingüístiques de 1989. Les proves d'idioma per a ingressar a la funció pública foren suspeses, i el Departament Estatal de Llengües, que anteriorment havia dut a terme batudes en institucions per assegurar-se que els empleats coneixien la llengua oficial, foren eliminades. Aquestes mesures acabaren amb la polèmica lingüística i van fer Moldàvia bilingüe de facto.
També van donar suport l'autogovern de Gagaúsia. A més, va recolzar relacions més estretes amb Rússia i les ex repúbliques soviètiques, participant en les estructures econòmiques de la Comunitat d'Estats Independents (a la que es va unir el 1994), però no en les polítiques ni en les militars, advocant per la neutralitat permanent i la prohibició de l'establiment de tropes estrangeres al seu territori (aleshores estacionades a Transnístria. El PDAM desitjava una lenta transició al capitalisme aprovant reformes cap al lliure mercat però amb subvencions i crèdits generosos a l'agricultura.
Malgrat els compromisos lingüístics assolitsel 1994, l'afer va ressorgir el març de 1995, quan les manifestacions estudiantils reclamaven que la Constitució reconegués el moldau com a llengua romanesa. Snegur va mostrar el seu suport a aquestes demandes en un discurs el mes següent per tal de diferenciar-se en la pròxima elecció com a president de Moldàvia. Aviat Snegur i el seu rival, Petru Lucinschi, formaren els seus propis partits polítics, el primer apel·lant a la dreta i el segon a l'esquerra i als eslaus. El tercer candidat fou el primer ministre de Moldàvia Andrei Shangeli. Això va provocar un trencament del partit, i la victòria de Lucinschi va facilitar un programa ambiciós de privatització el 1997 malgrat la resistència del PDAM i els seus aliats eslaus, tot i que es van mantenir els subsidis agraris, i en aquest sector la privatització fou lenta.
El PDAM es va ensorrar a les eleccions legislatives moldaves de 1998, amb el 3,6% dels vots i sense entrar al Parlament. Dues raons principals van ser la causa: el malestar econòmic i el debilitament de la qüestió ètnica va permetre un ressorgiment comunista, i les controvèrsies entre els simpatitzants PDAM per Snegur, Lucinschi i Sangheli causat la divisió interna. D'altra banda, amb el partit de Snegur ocupant el centredreta, Lucinschi el centre i els comunistes l'extrema esquerra, els esquerrans moderats del PDAM van ser flanquejats, després d'haver-se alienat dels camperols moldaus per aliar-se amb els eslaus contra el més popular Lucinschi i la seva oposició a la privatitzaciño de les granges col·lectives. Fins a les eleccions legislatives moldaves de 2001 van governar tres aliances com a manera de bloquejar l'accés al poder dels comunistes, que va guanyar les eleccions d'aquell any. El PDAM va treure l'1,2% dels vots, i no va recuperar el terreny a les eleccions locals de 2003.
En el 8è Congrés del partit el juliol de 2004, el seu nom va ser canviat a la seva forma actual, i malgrat els preparatius per fer-ho, no va poder participar en les eleccions legislatives moldaves de 2005. Actualment és dirigit per Anatol Popuşoi i potser té uns 10.000 membres. A les eleccions legislatives moldaves d'abril de 2009 va fer costat als comunistes governants, i Popuşoi fou inclòs com a candidat en la seva llista.